# صمام التحكم

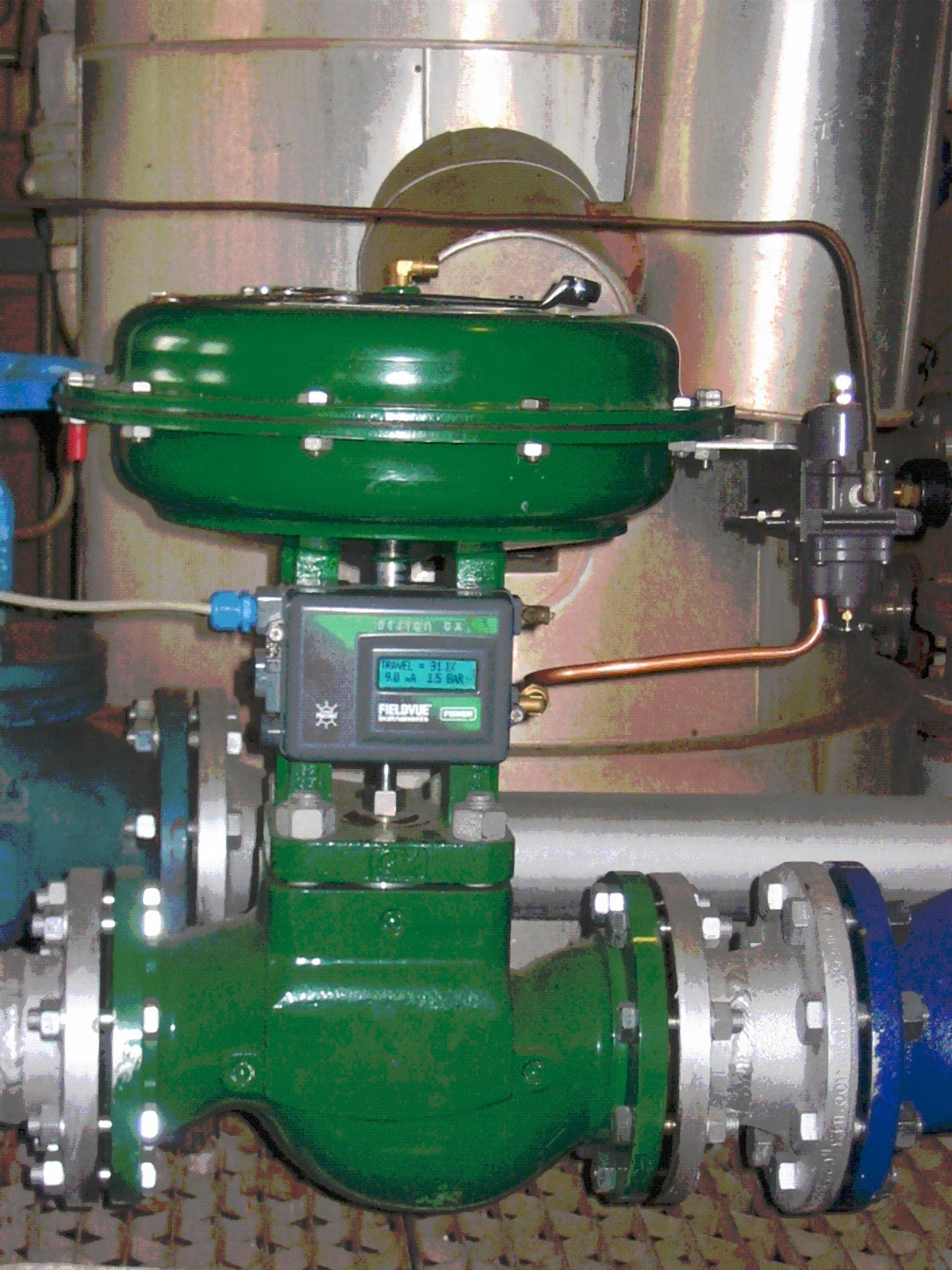

صمام التحكم هو صمام يستخدم للتحكم في تدفق السوائل عن طريق تغير حجم مرور التدفق حسب توجيهات الإشارة من جهاز التحكم. يتيح ذلك التحكم المباشر في معدل التدفق والتحكم المترتب على كميات العملية مثل الضغط ودرجة الحرارة ومستوى السائل. يتم عادة فتح أو إغلاق صمام التحكم بواسطة مشغلات كهربائية أو هيدروليكية أو هوائية. يتحكم الوضع في فتح أو إغلاق المشغل عن طريق أخذ إشارات كهربائية أو هوائية.